# Caroline Rask
Caroline Rask (Aars, 25 mei 1994) is een voetbalspeelster uit Denemarken.
In seizoen 2017/18 begon ze bij Fortuna Hjørring in de Deense voetbalcompetitie. In 2020 ging ze naar Milaan. In de zomer van 2021 tekende ze een contract bij PSV, en speelt ze in de Vrouwen Eredivisie.

## Statistieken
| Seizoen | Club             | Land       | Competitie         | Wedstrijden | Doelpunten |
| ------- | ---------------- | ---------- | ------------------ | ----------- | ---------- |
| 2017/18 | Fortuna Hjørring | Denemarken | KVI                | 20          | 1          |
| 2018/19 | Fortuna Hjørring | Denemarken | KVI                | 22          | 0          |
| 2019/20 | Fortuna Hjørring | Denemarken | KVI                | 18          | 0          |
| 2020/21 | Milan            | Italië     | SAW                | 9           | 0          |
| 2021/22 | PSV              | Nederland  | Vrouwen Eredivisie | 2           | 0          |
| Totaal  | Totaal           | Totaal     | Totaal             | 71          | 1          |

Laatste update: sep 2021

## Interlands
Rask speelt voor het Deens vrouwenelftal.
1 Evrard ·
2 Thrige ·
3 Hendriks ·
4 Buurman ·
5 Bross ·
6 Folkertsma ·
9 Smits ·
10 Ripa ·
11 Jansen ·
14 Strik ·
16 Alkemade ·
17 Jacobs ·
18 Dessing ·
19 Stoit ·
20 Nijstad ·
21 Lacroix ·
22 Derks ·
23 Kemper-Moorrees ·
24 Henschen ·
25 Frijns ·
26 Pondes ·
27 Xhemaili ·
29 Kalma ·
30 Verheijen ·
Coach: Ten Berge
· Assistent-coach: Van Dael